# ترنر، شهرستان میسیسیپی، آرکانزاس
ترنر، شهرستان می‌سی‌سی‌پی، آرکانزاس (به انگلیسی: Turner, Mississippi County, Arkansas) یک محدوده ثبت‌نشده در ایالات متحده آمریکا است که در ایالت آرکانزاس واقع شده‌است.

## خصوصیات
ترنر ۷۱٫۹۳ متر بالاتر از سطح دریا واقع شده‌است.